# Ginástica artística nos Jogos Olímpicos de Verão de 2004 - Barras assimétricas
A final feminina das Barras assimétricas da Ginástica Artística nos Jogos Olímpicos de Verão de 2004 foi realizada no Olympic Indoor Hall de Atenas, em 22 de agosto.

## Medalhistas
| Ouro   | FRA Émilie Le Pennec |
| Prata  | USA Terin Humphrey   |
| Bronze | USA Courtney Kupets  |

## Atletas classificadas
- RUS Svetlana Khorkina
- CHN Lin Li
- CHN Li Ya
- FRA Émilie Le Pennec
- USA Courtney Kupets
- ROU Nicoleta Daniela Sofronie
- USA Terin Humphrey
- PRK Pyon Kwang-Sun

## Resultados
| Pos. | Ginasta                       | Nota A | Pen.  | Total |
| ---- | ----------------------------- | ------ | ----- | ----- |
|      | FRA Émilie Le Pennec          | 10.00  |       | 9.687 |
|      | USA Terin Humphrey            | 10.00  |       | 9.662 |
|      | USA Courtney Kupets           | 10.00  |       | 9.637 |
| 4    | PRK Kwang Sun Pyon            | 10.00  |       | 9.600 |
| 5    | CHN Li Ya                     | 10.00  |       | 9.562 |
| 6    | ROU Nicoleta Daniela Sofronie | 10.00  |       | 9.462 |
| 7    | CHN Lin Li                    | 9.700  |       | 9.200 |
| 8    | RUS Svetlana Khorkina         | 9.700  | 0.800 | 8.925 |